# Gumboro
Gumboro es un área no incorporada ubicada en el condado de Sussex en el estado estadounidense de Delaware. Gumboro se encuentra ubicada dentro de Seaford.

## Geografía
Gumboro se encuentra ubicada en las coordenadas 38°39′45″N 75°21′55″O / 38.66250, -75.36528.